# Жилой дом по Железнодорожной улице, 9/15
Жилой дом по Железнодорожной улице, 9/15 — пятиэтажное жилое здание с коммерческими помещениями в Выборге. Играющий важную роль в застройке Вокзальной площади многоквартирный дом в неоклассическом стиле сталинской архитектуры, занимающий угловой участок на пересечении Железнодорожной и Вокзальной улиц, включён в перечень памятников архитектуры.

## История
Территория участка, на котором расположен дом, с XVIII века относилась к Петербургскому форштадту — одному из исторических предместий Выборга с деревянной застройкой. В соответствии с городским планом 1861 года, разработанным выборгским губернским землемером Б. О. Нюмальмом, после сноса устаревших укреплений Рогатой крепости форштадт слился с городом, и участки на углу выпрямленной Ребольской и вновь проложенной Железнодорожной улицы заняли два одноэтажных деревянных жилых дома: в 1877 — дом, построенный по проекту архитектора Андерса Санделя, а в 1888 году — по проекту архитектора Брюнольфа Бломквиста. В 1904 году они были объединены путём возведения узкой каменной постройки. В дальнейшем помещения занимала гостиница с рестораном: в 1910-х годах под названием «Central hotel», в 1920-х — «Rautatiehotelli», а в конце 1930-х — «Viipuri».
Несмотря на то, что довоенным генпланом Выборга 1929 года предусматривался снос деревянных сооружений в связи с застройкой района площади многоэтажными домами (такими, как соседнее банковское здание), гостиница просуществовала вплоть до советско-финских войн (1939—1944). Накануне Советско-финляндской войны (1939—1940) она была реконструирована с расширением ресторана до 115 посадочных мест за счёт уменьшения количества номеров, но вскоре сгорела в результате военных действий.
В ходе послевоенного восстановления города в 1950-х годах был осуществлён план реконструкции Вокзальной площади, основными элементами которого стали сформировавшие её новый архитектурный облик монументальные сталинские здания: железнодорожный вокзал с пышным декором в стиле триумф и возведённый напротив жилой дом с фасадом, получившим более строгое оформление в духе неоклассицизма.
Строительство пятиэтажного углового дома на 60 квартир на месте разобранных остатков сооружений бывшей гостиницы осуществлялось в период с 1957 по 1959 год. Фасад в виде увенчанного треугольным фронтоном классического портика с пилястрами на уровне последних трёх этажей, гармонирующего с колоннадой вокзала, занял важное место в архитектурном ансамбле площади.
В соответствии с правилами нумерации домов послевоенного времени угловой дом, занявший два участка (№ 9 по Железнодорожной улице и № 15 по Вокзальной улице), получил номер 9/15. Верхние этажи отведены под жильё, а на нижнем разместились магазины, предприятия общественного питания и другие организации. Назначение помещений обусловлено расположением вблизи от вокзала: на протяжении длительного времени их занимали управление Выборгской таможни и валютный магазин «Берёзка» (позже их сменили отделение банка и ресторан соответственно).